# Efremovskaja
Efremovskaja (in russo Ефремовская?) è una città situata in Russia, nell'Oblast' di Arcangelo.